# Aachener Schanze
Die sogenannte Aachener Schanze im Wispertal rund 11 Kilometer Luftlinie nördlich von Rüdesheim am Rhein liegt auf etwa 330 Meter Höhe ü. NHN am Hang westlich der Einmündung des Herrnsbachs in der Gemarkung von Lorch im Rheingau-Taunus-Kreis in Hessen.
Die Aachener Schanze wurde durch die Truppen des Mainzer Erzstifts im Jahre 1279 als Feldbefestigung neben der Trutzburg Blideneck in etwa gleicher Höhe auf dem gegenüberliegenden Bergrücken während der Belagerung der Burg Rheinberg errichtet. Nach Beendigung der erfolgreichen Belagerung im Jahr 1280 verlor die Schanze wohl rasch an Bedeutung und verfiel in der Folgezeit.